# Haselbachtal
Haselbachtal là một đô thị ở huyện Bautzen, bang Sachsen, Đức. Đô thị Bretnig-Hauswalde có diện tích 37,47 km², dân số thời điểm ngày 31 tháng 12 năm 2006 là 4582 người.

## Địa lý và giao thông
Haselbachtal nằm khoảng 7 km về phía tây nam thành phố Kamenz và khoảng 35 km về phía đông bắc Dresden. Tuyến đường Bundesautobahn 4 đi qua phía nam của đô thị này và kéo dài đến tận Pulsnitz, cách đó khoảng 10 km. Sông Pulsnitz chảy qua Haselbachtal.